# Lee Phillip Bell
Loreley „Lee” June Phillip Bell (ur. 10 czerwca 1928 w Chicago, zm. 25 lutego 2020 w Los Angeles) – amerykańska producentka telewizyjna.
Urodziła się w Chicago w stanie Illinois. Była żoną Williama Josepha Bella, z którym współtworzyła amerykańską operę mydlaną Moda na sukces (od 1987).

## Życie prywatne
Miała trójkę dzieci: Laurę Lee, Williama i Bradleya.